# Coatzintla (municipalité)
La  municipalité de Coatzintla est l'une des 212 municipalités de l'État de Veracruz, et est située dans la partie nord de cet État. Située dans la plaine côtière du golfe du Mexique, elle appartient au bassin versant du fleuve Río Cazones. Elle est limitrophe au nord-ouest de l'État de Puebla. Son chef-lieu est la ville éponyme de Coatzintla. Elle fait partie de la "Zona metropolitana de Poza Rica", aire urbaine qui regroupe autour de la ville de Poza Rica de Hidalgo les municipalités faisant partie de sa sphère d'influence. Elle dépend également de la région administrative de Totonaca, du nom du peuple des Totonaques qui y habite, et est une des 10 subdivisions administratives de l'État de Veracruz.

## Géographie
La municipalité de Coatzintla s'étend d'ouest en est sur la rive sud du fleuve Río Cazones, qui forme sa limite septentrionale, qui forme également pour partie sa limite administrative à l'ouest avec l'État de Puebla. Elle est traversée par de nombreux petits affluents du Río Cazones, dont la rivière Troncones, qui forme brièvement sa limite au nord, et d'est en ouest les rivières La Laja, Coapechapa et l'Arroyo Grande. Située dans la plaine côtière du golfe du Mexique et sur la Sierra de Papantla, son altitude oscille entre 10 et 400 mètres. Son chef-lieu, la ville éponyme de Coatzintla, se trouve dans la partie nord-est de son territoire, en situation de conurbation avec sa voisine Poza Rica de Hidalgo, située au nord. Son territoire couvre une superficie de 277,3 km2, et était peuplé en 2020 de 55 016 habitants pour une densité de 198,4 habitants par km2.
Cette municipalité fait partie de la Zona metropolitana de Poza Rica (es), regroupant les municipalités de Cazones de Herrera, Coatzintla, Papantla, Poza Rica de Hidalgo et Tihuatlán, pour une population totale de 548 859 habitants.
Elle est limitrophe au nord des municipalités de Poza Rica de Hidalgo, de Tihuatlán, et dans l'État de Puebla de celle de Venustiano Carranza, puis à l'ouest, à nouveau dans l'État de Veracruz, de celle de Coyutla, au sud de celle d'Espinal, et au sud-est de celle de Papantla.

## Composition et démographie
La municipalité était composée en 2020 de 88 localités, dont 2 étaient considérées comme urbaines, les autres étant rurales.
| Localité               | Population |
| ---------------------- | ---------- |
| Coatzintla             | 34 039     |
| Geovillas del Real     | 3154       |
| Manuel María Contreras | 2326       |
| Palma Sola             | 1892       |
| Corralillos            | 1424       |
| Reste des localités    | 12 181     |
| Total population       | 55 016     |

En plus de l'espagnol, plusieurs langues amérindiennes sont parlées dans la municipalité, dont les principales sont par ordre d'importance : le totonaque, le nahuatl et l'otomí.

## Économie

### Agriculture et élevage
La superficie des parcelles semées représentait en 2019 une surface totale de 5026 hectares, parmi lesquels 3161 hectares étaient voués à la culture du maïs, 1267 hectares étaient voués à la culture de l'orange, et 254 hectares étaient voués à celle du citron.

En 2020, la production de viande par tonnes comprenait 1629,4 tonnes de viande bovine, 170,3 tonnes de viande porcine, 17,2 tonnes de viande ovine, 8,1 tonnes de volailles, et 7,3 tonnes de dinde. La superficie vouée à l'élevage représentait alors 21 285 hectares.

### Industrie pétrochimique
La compagnie pétrolière Pemex y possède le Complejo Petroquimico Escolin, site qui était en reconversion en 2021, avec à l'étude une orientation vers la production d'engrais. Ce site industriel, localisé dans la partie nord de la municipalité de Coatzintla, s'étend également sur la municipalité voisine de Poza Rica de Hidalgo.
La municipalité fait partie du bassin producteur d'hydrocarbures de Chicontepec, qui s'étend du nord au sud dans le nord de l'État de Veracruz, et déborde légèrement dans celui de Puebla. Malgré d'importants investissements de l'État et de la compagnie pétrolière publique Pemex, sa production n'excède pas 200 barils par jour.